# Thaddeus Peregrinus Haenke
Tadeo Haenke o Thaddäus Peregrinus Xaverius Haenke (Kreibitz/Chřibská, Bohemia, 6 de diciembre de 1761 - Cochabamba, Bolivia, 1817) fue un naturalista, botánico, zoólogo y geólogo alemán de los Sudetes.
Haenke fue, quizás, el primer botánico que actuó en Bolivia, y uno de los más reconocidos en la historia de la ciencia checa.

## Con la meliponicultura
Entre los manuscritos del British Museum de Londres, y catalogado con el N.º 17.592, se encuentra Descripción del Perú por Tadeo Haënke, socio de las Academias de Ciencias de Viena y de Praga, manuscrito del cual el gobierno peruano, en 1890, saca copia.
El nombre de Haënke no es el de un desconocido en el campo de la ciencia. A los doce años del fallecimiento de Haënke, esto es en 1830, se publicaron sus Reliquiæ Hænkeanæ, con descripción y grabados de árboles y plantas sudamericanas, obra que es hoy una rareza bibliográfica y de la que existe en la biblioteca de la Sociedad Geográfica de Lima un ejemplar, que fue propiedad del eminente geólogo y naturalista Antonio Raimondi.
Manuel Vicente Ballivián, director de la Oficina Central de Inmigración de Bolivia, da a luz, en 1898 la Descripción de las montañas habitadas por los indios yurucares, y en 1900 la Introducción a la Historia Natural de Cochabamba, ambos trabajos inéditos de Haënke reproducidos, a pocos meses y con caluroso encomio, en el primer volumen de los Anales de la Biblioteca de Buenos Aires.
Débese a la iniciativa del Director de Fomento, Ing. José Balta, la publicación que, patrocinada por Eduardo López de Romaña, de la interesante Descripción del Perú, a la que de agrega, por estimarla complementaria del plan de la obra, una Memoria de los ríos navegables que afluyen al Marañón, que presentó Haënke, en 1799, al Intendente de Cochabamba, pequeño manuscrito existente en la Biblioteca de Lima, y que antes de ahora ha sido publicado.
Por el afecto del ilustrado y laborioso catedrático bonaerense doctor Pedro N. Arata, el retrato con que se exorna ese libro, y que es fiel copia del que apareció en un periódico científico de Alemania. El doctor Arata, entusiasta admirador de Haënke, publicó, en 1896, en una revista argentina, preciosas observaciones al informe de aquel sobre el salitre de Tarapacá.
Hicieron su biografía sobre el infatigable explorador, entre los que son culminantes el de Pedro Kramer, secretario de la Sociedad Geográfica de Bolivia, y el del Director de la Biblioteca de Buenos Aires, siendo también merecedores de los breves apuntes de Mendiburu y de Raimondi.
En su libro Descripción del Perú, comenta:

Comercio de Lima con los puertos de la mar del sur.
Procediendo del mismo modo que anteriormente, vamos ahora a manifestar el mutuo tráfico que tiene Lima con las provincias y reinos de Chile, Santa Fe y México. Verifícalo con el primero por los puertos de Valparaíso, Concepción y Coquimbo; pero como de estos puertos, igualmente que de su comercio hablaremos en otro libro con la extensión correspondiente cuando tratemos de aquel Reino, omitiremos por tanto extendernos ahora en la materia, contentándonos con hacer una breve enumeración de los artículos que remiten y reciben, manifestando igualmente la balanza de aquel giro a fines del año de 1789. Remite Chile trigo en abundancia, charquis, sebo en bruto y labrado, cobre de Coquimbo, algunos ponchos, jarcias y cáñamos, vinos, nueces, orejones, dulces de varias frutas, lenguas, bacalao, rejas de hierro para ventanas, romanas, quesos, mantequillas, grasa, estribos, cordobanes, algodón, canarios y alpiste. De estos artículos los principales son el trigo, sebo y cobre, y además envía otros de menos consideración.
Recibe en cambio mucha azúcar y miel, bastante ropa de tierra y de Castilla, añil, arroz, piedras de sal, zapatos pintados para mujeres, estaño, todo el tabaco que consume y varios otros artículos de poca importancia.
- Partido de Pataz

Comprende este partido 3 doctrinas y 13 pueblos anexos, habitados por 13.508 almas; 987 españoles, 4.627 indios, 7.678 mestizos, y los restantes esclavos y pardos libres. En el curato de Challas hay un hospicio de misioneros franciscanos para asistir a las conversiones situadas al E que se nombran de Cajamarquilla. En el año de 1753 se componían estas de 2.095 indios de las naciones Ibita y Choloma, repartidos en cuatro poblaciones situadas entre bosques espesísimos, de donde sacan los indios algún incienso, miel, cera, loros y otras cosillas que esparcen por todo el partido. Los religiosos han hecho algunas entradas en lo más interior de la montaña; pero sus éxitos no han
correspondido a los anhelos y trabajos de aquéllos.
- Partido de Huanta

La parte de la montaña con que linda este partido ofrece los mismos frutos que ya hemos mencionado en otras partes, como la sangre de drago, canela, aceite de María, miel de abejas que se halla en los troncos de los árboles, tigres de piel mucho más hermosa que los de Europa, osos, jabalíes, y últimamente una cantidad crecidísima de plantas tan raras y variadas que ofrece campo vasto a las útiles indagaciones de un botánico.

## Historia
Nacido en Bohemia, Haenke realizó sus estudios en la capital del Imperio, Praga. Allí marchó a los once años, aprendiendo matemática y astronomía.
En 1780, ingresa a la Universidad local y pasó luego a la Universidad de Viena, donde estudió botánica, medicina y mineralogía.
En 1789, un acontecimiento vino a cambiar su vida. A punto de comenzar la expedición Malaspina (llamada así por el nombre de su comandante, Alejandro Malaspina), la aventura con fines científicos más importante de la época, el gobierno español solicitó a la Universidad de Viena el envío de un especialista botánico para que la integrara. Le elección recayó en Haenke, quien gozaba de un gran prestigio entre sus profesores y colegas, y, con sus 28 años, debió marchar a España para unirse a los cartógrafos, pintores y numerosos naturalistas que estaban a punto de embarcar, en Cádiz, en las corbetas llamadas: Descubierta y Atrevida, que participaron en la expedición.
Se inició entonces una serie de desafortunadas circunstancias para Haenke, que sin embargo serían fundamentales para su labor científica en América. En principio, cuando llegó a Cádiz, las corbetas ya habían partido, y debió abordar otra nave con rumbo a Montevideo.
El viaje duró tres meses y terminó mal, ya que el barco naufragó en aguas del Río de la Plata, y Haenke se salvó a nado con su Linneo y sus papeles. Permaneció en Montevideo por algún tiempo, durante el cual realizó numerosas expediciones botánicas y recolectó casi 800 plantas. En diciembre, por fin, pudo pasar a Buenos Aires, esperando encontrar allí a las naves de la Expedición, pero se halló con un nuevo contratiempo, ya que éstas habían partido rumbo al sur varios días antes.
Sin amilanarse, Haenke inspeccionó el río Las Conchas y el Paraná, recogió 600 especies botánicas y tomó notas zoológicas y mineralógicas durante dos meses.
En febrero de 1790, decidió atravesar a lo ancho el país, rumbo a Chile, en una travesía que para la época resultaba aún fantástica. Haenke lo hizo: primero registró las sierras cordobesas y puntanas, y llegó a Mendoza en marzo, con 500 nuevas plantas en su colección. Sobre fin de ese mes, cruzó la Cordillera, juntando otras 600 plantas de la flora de montaña.
Llegó el 2 de abril a Santiago, en Chile, y allí, por fin, pudo encontrar a varios integrantes de la expedición, aunque no a las corbetas, que esperaban en Valparaíso.
Integrado a la expedición, llegó a El Callao. Entonces, pidió permiso a Malaspina para regresar a Buenos Aires por tierra; en esa ciudad abordar una de las corbetas (que volverían por el Cabo de Hornos) y regresar luego a España. Así le fue concedido, y Haenke inició una larga marcha a través del Perú, Bolivia y el norte argentino. En ese periplo, ascendió al volcán Misti, de 5300 m s. n. m., lo que resultó toda una hazaña, visitó Cuzco y Arequipa, La Paz, el norte boliviano, el lago Titicaca, el monte Nevado de Ancohuma (de 6500 m s. n. m.), Potosí y Cochabamba. En ese lugar interrumpió su viaje, sin motivo conocido, por lo que Malaspina, que esperaba en Buenos Aires, decidió regresar sin él.
En Bolivia, Haenke estudió la flora, la fauna y la mineralogía del territorio, ejerció la medicina e introdujo por primera vez la técnica médica de la vacunación. También se especializó en el estudio de las plantas autóctonas con propiedades farmacológicas.
Más tarde, Haenke se las arregló para llegar a España, donde en 1795 publicó Descripción del Perú, Buenos Aires, etc., con los resultados de sus expediciones particulares, y el Herbario de las Pampas de Buenos Aires, Mendoza y la Cordillera de Chile, alumbrado durante su estancia en Cochabamba.
Luego, regresó a América y a Cochabamba, donde escribió Introducción a la historia natural de la provincia de Cochabamba y circumbecinas con sus producciones analizadas y descritas, y Memoria sobre los ríos navegables que fluyen del río Marañón (1799).
Por esa época, descubrió el irupé denominándolo Victoria regia.
Hacia 1807, marchó a Buenos Aires, donde actuó en el ejército durante las invasiones inglesas, como instructor de las milicias y especialista en la fabricación de pólvora mediante la purificación de los salitres.
Luego de la reconquista de la ciudad, ejerció el periodismo, escribiendo numerosos artículos en El Telégrafo Mercantil, y fue designado profesor de Historia Natural de las Provincias Unidas del Río de la Plata, aunque no duró mucho en el cargo, ya que el virrey Cisneros pronto decretó su expulsión de la ciudad. Haenke solicitó una prórroga para su partida, que le fue acordada. Mientras tanto, sucedió la Revolución y con la caída de Cisneros quedó sin efecto el decreto de expulsión.
Entonces, decidió marchar nuevamente a Cochabamba, donde en 1817 un accidente doméstico le provocó la muerte.
La obra de Haenke fue rescatada por Amado Bompland, su sucesor en el cargo de Profesor de Historia Natural, y, muchos años después, promovida por Paul Groussac, su redescubridor.

## Biografía
Tadeo Haënke nació en Kreibitz/Chřibská (Bohemia del norte) el 5 de octubre de 1761, e hizo sus estudios en el Seminario de Praga y en la Universidad de Viena.
Alistando el gobierno español, en 1788, la expedición científica que, a órdenes del Capitán de Navío don Alejandro Malaspina, debía venir a América y Oceanía, solicitó Carlos IV de la Universidad de Viena que le proporcionase un naturalista cuya competencia estuviera ya cimentada. Haënke fue el designado por la sabia corporación, y contratado con el sueldo de ciento cincuenta pesos al mes.
Haënke llegó a Cádiz a los pocos días de zarpada la expedición de Malaspina, y sin pérdida de tiempo se embarcó en una nave mercante con rumbo a Montevideo. Un naufragio, en el que nuestro viajero corrió grave peligro, motivó el que llegase a Montevideo como los carabineros de la opereta (trop tard). Las corbetas iban navegando para las costas patagónicas y chilenas. Haënke emprendió el viaje por tierra, y fue en abril de 1790 cuando, en Santiago, se juntó con Malaspina y sus compañeros de exploración.
Uno de los biógrafos, a quien seguimos en este extracto, y que es el más minucioso y abundante en noticias, cree que fue ésta la única vez en que Haënke estuvo en Chile.
Para contrariar nosotros esta afirmación, nos fundamos en las primeras líneas con que Haënke da comienzo a su Descripción del Reino de Chile, manuscrito que, st afirma, va a imprimirse en Santiago. Dice allí Haënke que no pudiendo continuar la navegación que, por el Cabo de Hornos, iban a emprender las corbetas Atrevida y Descubierta, a causa de haberse desarrollado el escorbuto en la marinería, tuvo que desembarcarse en el Callao con la salud muy quebrantada. Los médicos de Lima le recomendaron para convalecencia el clima de Chile, y obtenido permiso del Virrey, se embarcó el 16 de octubre de 1793 en la fragata mercante el Águila. Haënke desembarcó en el puerto de Concepción (Talcahuano) en enero de 1794, según se lee en el estudio de Kramer.
Malaspina, con los entendidos expedicionarios de la comisión científica, después de corta escala en Coquimbo, Copiapó y Arica, llegó al Callao el 21 de mayo de 1790; y el 30 de diciembre del mismo año continuó su itinerario, tocando en Guayaquil y Panamá hacia la costa de México, islas Marianas, Macao, Filipinas y Australia, desde donde hicieron las naves rumbo al Callao, en el que fondearon el 23 de julio de 1793.
Después de su excursión por Chile en 1794, a fines de ese año, dio Haënke principio a sus exploraciones por los ríos Beni y Mamoré fijando, desde 1795, su residencia en Cochabamba, donde adquirió o formó una valiosa hacienda bautizada con el nombre de Santa Cruz de Elicona.
Haënke legó a su patria sus colecciones de plantas, cuya descripción y dibujo forman la obra titulada Reliquiæ Hankeanæ, publicada en 1830 por la dirección del museo de Praga. Don Antonio Raimondi, insigne y sabio naturalista que se consagró al servicio del Perú durante más de cuarenta años, dice:
Los autores de la Flora Peruviana et chilensis (Ruiz & Pav.) han transmitido a la posteridad la memoria de Tadeo Haënke, dando su nombre a una planta descubierta en los montes de Muña (Haenkea multiflora) y otros naturalistas dedicaron también a Haënke gran número de plantas.
Con fecha 25 de enero de 1810 el virrey de Buenos Aires transcribió al Intendente de Cochabamba una real orden que, a la letra, dice:

Con noticia de que el naturalista botánico, de nación Alemana, don Tadeo Haënke, destinado que fue a la vuelta del mundo por el Ministerio de Marina, reside ha más de dieciséis años en la jurisdicción de la Intendencia de Santa Cruz de la Sierra, gozando indebidamente el sueldo que se le asignó, ha resuelto el Rey Nuestro Señor don Fernando VII, y en su real nombre la junta Suprema gubernativa de estos y esos dominios, que inmediatamente disponga V. E. su regreso a esta Península, y de orden de S. M. lo participo a V. E. a fin de que disponga el cumplimiento.

El Gobernador Intendente de Cochabamba don José González de Prada, contestó al Virrey Cisneros apoyando la representación que le presentó Haënke, representación que íntegra copiamos de los Anales de la Biblioteca de Buenos Aires, por contener noticias autobiográficas que revisten positiva importancia.

Señor Gobernador Intendente.
Don Tadeo Haënke, naturalista botánico, residente en esta ciudad, como más haya lugar en derecho, ante U. S. parezco y digo: que con motivo de habérseme destinado por el Ministerio de Marina a la vuelta del mundo, con el sueldo y gratificación de un mil ochocientos pesos anuales, al arribo de las corbetas Descubierta y Atrevida desde las Filipinas a esta América, se me destinó por su comandante, y con anuencia del Virrey, de Lima a continuar mis investigaciones de Botánica e Historia Natural por las provincias interiores de este vasto continente, y me he mantenido en ellas ha el espacio de diez años, sin otro objeto que el de corresponder a la alta confianza que se hizo de mi persona y tales cuales conocimientos en el modo más prolijo, ingenuo, claro y luminoso.
Cuantas hayan sido mis excursiones, mis trabajos, lucubraciones y fatigas, no es preciso que yo lo diga. A todo el reino hago testigo, y mucho más a este gobierno a quien le consta que, entregado a continuas agitaciones, no he sido dueño de mis días sino para consagrarlos al tan útil cuanto importante objeto de mi encargo. De modo que puedo decir con toda verdad, y sin encarecimiento, que yo abandoné el delicioso regazo de mi madre patria, la protección de un Príncipe soberano, un destino ventajoso y honorífico, y las dulzuras de una familia que tiernamente me amaba, para mantenerme con el amargo pan que me ha proporcionado la Providencia en la penosa ocupación a que se me destinó.
En un continente en donde la variedad de climas y la asombrosa diversidad de sus plantas y producciones, en los reinos animal, vegetal y mineral, presenta una fuente de abundancia donde pueden hallarse, y se hallan preciosos, inestimables tesoros, capaces de prolongar por mucho tiempo la corta duración de nuestra vida ¿qué lugar por más recóndito, qué clima por más rígido, ardiente e insano, y qué camino por mas áspero y fragoso que haya sido, no se han hecho para mí teatro de mis investigaciones botánicas?. ¿Cuántos cientos, y aún miles, de leguas habré tenido que andar a pie herborizando, atropellando los más eminentes peligros, sin dar descanso ni a mis fatigados miembros, ni a mis cansados sentidos, empleado siempre en descubrir las propiedades de las plantas, ya por la vista, ya por el olfato, ya por el gusto, y ya por observaciones químicas?.
A estas incesantes tareas, solicitudes y desvelos, que han gastado mi salud y consumido mi vida, ha debido este reino (en los tiempos más críticos en que por estar obstruídos los mares, con motivo de las guerras que no han cesado, no podían venir de Europa medicamentos) el que se hubiesen surtido y proveído sus boticas de muchas sales, yerbas, extractos y espíritus que he elaborado en los momentos destinados a mi descanso, a precios más cómodos y equitativos que los que corrían, logrando la utilidad y ventaja de tenerlos más activos y eficaces, por no estar disipados. Esto es a más de haber sido mi casa el refugio de los menesterosos, quienes han encontrado en mi compasión el más pronto auxilio a sus dolencias, sin tener que gastar un cuadrante en los medicamentos precisos a su curación que graciosamente les he franqueado. Por estos principios, y por una conducta pura, desinteresada e infatigable en el cumplimiento de mis deberes (ya me es preciso decirlo, a pesar del rubor y encogimiento que me causa el ser yo mismo quien recomienda mis méritos) he logrado, no sólo la mejor aceptación de las personas y de los cuerpos de mayor representación del reino, sino que también me hubiesen llenado de elogios. Así lo verá U. S. por la adjunta Minerva que vino de la ciudad de los Reyes y se dio a luz el 15 de julio del pasado año de 1809, donde se describe el importante descubrimiento que se hizo en las costas de Tarapacá, de la Intendencia de Arequipa, del nitro cúbico que, por la proporción teórica y práctica de mis luces y conocimientos, pudo reducirse y se redujo a nitro prismático, materia tan importante y necesaria para la fábrica de pólvora y para la medicina, sin que lo interesase en más que en ser el instrumento de que reportase el público y el Estado un beneficio tan grande como el que allí se pondera.
Este casual acontecimiento, que obligó a don Matías de La Fuente a venir en mi solicitud hasta los desiertos e inhabitables montes de Santa Cruz de Elicona, puso a la ilustrada ciudad de los Reyes en conocimiento de que no he perdido de vista el cumplimiento de mis obligaciones en ningún paraje ni situación, abriéndole margen a aquel periódico para terminar con expresiones para mí tan honrosas como halagüeñas. Pero no sólo dentro de la esfera de mi profesión he procurado a la humanidad los posibles auxilios, mas también me he consagrado, en alivio del público, a ocupaciones ajenas de mi incumbencia, según le consta a U. S. y a toda esta ciudad, donde antes que llegase a ella la expedición filantrópica dirigida por la piedad del rey para la propagación de la Vacuna, yo introduje esta operación ya en el año de 1806, y me atareé en ella andando por calles y plazas, sin recompensa, gravamen ni molestia de los vecinos, y antes teniendo que costear los vendajes, de modo que cuando vino dicha expedición ya encontró en la mayor parte cumplido el objeto de su comisión.
El mismo año de 1806, con motivo de la invasión de la capital de Buenos Aires por los ingleses, escaseando la pólvora se me comisionó por este gobierno a instruir los oficiales de su fábrica, en las reglas y principios de la purificación de los salitres y de la exacta proporción de los ingredientes para elaborarla de superior calidad, como se verificó. Si fuera a analizar los beneficios y utilidades que he procurado a este reino, dando sobre cada uno de los hechos que adujere las mas cumplidas justificaciones, abusaría de la paciencia de U. S. y acaso me expondría a una justa repulsa, por no ser todavía del propósito a que se dirige esta representación calificar que no he percibido indebidamente el sueldo de mi consignación.
Y cuando para apurar esta verdad no se tenga por bastante la remisión de cuarenta y tantos cajones que, en el año de 799, hice a los reinos de España, con una disertación científica relativa a las materias y preciosidades que contenían, la que se publicó seguidamente en el Telégrafo de Buenos Aires, y de cuyo recibo no he tenido hasta el día razón alguna, mis propios escritos y colecciones que presentaré, y con que daré cuenta de mi comisión, serán el más seguro convencimiento de que no ha sido demasiado el tiempo que he empleado en disquisiciones y descubrimientos tan numerosos, y para los que apenas bastarían muchos Linneos, muchos Pitones de Turnifort, y otros sabios reputados por padres de la Botánica moderna que, connaturalizados con las plantas, diesen toda su atención al único objeto de examinar sus propiedades, en provincias tan dilatadas y con climas tan varios y diferentes.
Mucho tiempo ha que he deseado serenasen sus guerras y calamidades que han puesto en consternación y movimiento casi a todo el globo, para presentarme en la península de España y a todo el orbe literario; pero cuando más postrada y debilitada se hallaba mi salud, se me ha hecho saber la Real orden de 31 de agosto del próximo pasado año, comunicada a U. S. por el excelentísimo señor Virrey de estas provincias, con fecha 25 de enero último, por la que se manda que sin la menor demora me traslade a la capital de Buenos Aires para seguir mi viaje de regreso a la península.
Y porque de verificarlo inmediatamente me expondría indubitablemente a sacrificar mi vida, por hallarme en la actualidad enfermo de resultas de una contusión y golpes de una caída peligrosa de que se ha ido formando una llaga en el pie izquierdo, además de un quebranto general en todo el sistema de mi constitución, por sí misma delicada y endeble, siéndome preciso tomar el tiempo necesario para reparar estos quebrantos, cuya reparación debe ser ahora el principal objeto de mis desvelos, he juzgado conveniente suplicar a U. S. se sirva manifestar a la superior piedad de S. E., por medio del respectivo informe acompañado de esta representación original, la deplorable situación en que me hallo, para que inteligenciado su prudente ánimo de la causa que me impide dar el más puntual y debido lleno a la Real orden que se me ha intimado, tenga la bondad de concederme el plazo y dilación de un año, que es el tiempo que, por la parte que menos, considero necesario para la reparación de mi salud, protestando, como protesto, abstenerme desde este día de cobrar y percibir el sueldo de mi asignación, hasta que la piedad del Rey, que expresa y terminantemente no ha decretado su suspensión, con presencia de los escritos y colecciones que le presentaré, (y que instruirán a su real ánimo de que no he perdido un momento de tiempo en la ocupación a que se me destinó) se digne declarar si me he hecho o no acreedor a que se me acuda a todo el que corriere hasta el día en que me ponga a sus reales pies, debiéndose, sin esta circunstancia, abonárseme los gastos de transporte al emprender mi retiro de esta provincia, como es de justicia, hasta mi arribo a España. Sobre todo lo que, haciendo el más sumiso pedimento.
A U. S. pido y suplico así lo provea y mande, jurando no ser de malicia & &.
Thaddäus Haënke.

## Obra
- Descripción del Perú. Biblioteca Digital Andina. Impr. de "El Lucero", 322 pp. 1901

- La Expedición Malaspina (1789-1794) - Trabajos científicos y corespondencia de Tadeo Haenke - Parte IV. Lunwerg, Madrid 1992; coautora (comentarios): Dra. María Victoria Ibáñez Montoya

- Reliquiae Haenkeanae, seu descriptiones et icones plantarum, quas in America Meridionali et Boreali, in insulis Philippinis et Marianis collegit. Thaddaeus Haenke, Philosophiæ doctor, Phytographus Regis Hispaniolis / redegit et in ordinem digessit Carolus Bor. Presl, Medicinae Doctor, in Museo Boh. Custos, Botan. Prof. Extraord. / Cura Musei Bohemici. / Apud J. G. Calve, Prag 1830: Nachdruck der Prager Ausgabe 1830/31 bei Asher, Ámsterdam 1973; ISBN 90-6123-237-6

## Honores

### Eponimia
- Avenida del sector centro-sur de Iquique[2]
- Avenida del Centro de Cochabamba.

Géneros
- (Olacaceae) Haenkea Ruiz & Pav.[3]

- (Portulacaceae) Haenkea Salisb.[4]

- (Rutaceae) Haenkea F.W.Schmidt[5]

Especies
- (Acanthaceae) Aphelandra haenkeana M.Kato[6]

- (Acanthaceae) Dipteracanthus haenkei Nees[7]

- (Apiaceae) Eryngium haenkei C.Presl ex DC.[8]

- (Arecaceae) Euterpe haenkeana Brongn. ex Mart.[9]

- (Asteraceae) Apargia haenkei Sternb. ex Steud.[10]

- (Asteraceae) Chromolaena haenkeana (DC.) R.M.King & H.Rob.[11]

- (Asteraceae) Werneria haenkei Sch.Bip. ex Wedd.[12]

- (Boraginaceae) Gerascanthus haenkeanus (Mez) Borhidi[13]

- (Boraginaceae) Cynoglossum haenkei Schult.[14]

- (Blechnaceae) Blechnum haenkeanum Trevis.[15]

- (Combretaceae) Laguncularia haenkei Endl.[16]

- (Cyperaceae) Cyperus haenkeanus Kunth[17]

- (Dryopteridaceae) Aspidium haenkeanum E.Fourn.[18]

- (Lauraceae) Mutisiopersea haenkeana (Mez) Kosterm.[19]

- (Malpighiaceae) Mascagnia haenkeana W.R.Anderson[20]

- (Malvaceae) Hibiscus haenkeanus Fern.-Vill.[21]

- (Myrtaceae) Myrcia haenkeana (O.Berg) Mattos[22]

- (Moraceae) Ficus haenkei Warb.[23]

- (Onagraceae) Epilobium haenkeanum Hausskn.[24]

- (Oxalidaceae) Oxalis haenkeana Spreng.[25]

- (Piperaceae) Piper haenkeanum D.Dietr.[26]

- (Poaceae) Amphilophis haenkei (J.Presl) Haines[27]

- (Polypodiaceae) Polypodium haenkei Liebm.[28]

- (Ranunculaceae) Aquilegia haenkeana W.D.J.Koch[29]

- (Rubiaceae) Galium haenkeanum (Hook. & Arn.) Walp.[30]

- La abreviatura «Haenke» se emplea para indicar a Thaddeus Peregrinus Haenke como autoridad en la descripción y clasificación científica de los vegetales.[31]

## Abreviatura (zoología)
La abreviatura Haenke  se emplea para indicar a Thaddeus Peregrinus Haenke como autoridad en la descripción y taxonomía en zoología.

## Literatura
- Josef Kühnel. Thaddäus Haenke: Leben und Wirken eines Forschers. Lerche, Múnich 1960
- Heinz Markstein. Der sanfte Konquistador - Die Geschichte des Thaddäus Xaverius Peregrinus Haenke. Verlag Freies Geistesleben, Stuttgart 1991, ISBN 3-7725-1118-X
- Rolf Seeler. DuMont Kunst Reiseführer Peru und Bolivien. DuMont Reiseverlag, 2.ª ed. Ostfildern 2006; ISBN 3-7701-4786-3